# مجموعة إنسان (أغنية)
مجموعة إنسان هي أغنية لمحمد عبده من كلمات خالد الفيصل، وألحان محمد عبده.